# Musée national des beaux-arts de Taïwan
Le musée national des beaux-arts de Taïwan (NTMoFA ; chinois : 國立臺灣美術館 ; pinyin : Guólì Táiwān Měishùguǎn) est un musée situé dans le district ouest de Taichung à Taïwan. Ce musée, créé en 1988, est le premier et le seul musée national des beaux-arts de Taïwan. Les principales collections sont des œuvres d'artistes taïwanais, couvrant les arts taïwanais modernes et contemporains. Le musée couvre 102 000 mètres carrés, y compris le parc de sculptures en plein air public, ce qui en fait l'un des plus grands musées d'Asie.
Il a été temporairement fermé pour rénovation en 1999 en raison des dommages causés par le séisme de 1999 et a rouvert ses portes en juillet 2004. De 2011 à 2016, le Musée national des beaux-arts de Taïwan a attiré plus d'un million de visiteurs chaque année.

## Histoire
Le musée national de Taiwan a été inauguré le 26 juin 1988, sous les auspices du département de l’éducation du Taiwan Provincial Government (en) ; il était à l'origine nommé musée d'Art. Il a été créé dans le cadre de la politique de renforcement du développement culturel, sur la base des besoins des personnes et des recommandations de personnalités du monde des arts, détenues par le gouvernement provincial de Taïwan[réf. nécessaire]. Le musée a été fermé en 1999 pour rénovation, en raison des dommages causés par le séisme de 1999. Plus tard, il a été placé sous la juridiction du Conseil des affaires culturelles (restructuré en ministère de la Culture le 20 mai 2012) et renommé musée national des beaux-arts de Taïwan, premier et unique musée national des beaux-arts de Taïwan. Depuis 2004, le musée national des beaux-arts de Taïwan a commencé à organiser des expositions, des événements et des forums liés à l'art numérique en plus des expositions traditionnelles. Des séries d'expositions biennales sont également établies depuis 2007, ce qui élargit les réseaux de coopération internationale, ainsi que la profondeur du dialogue sur la scène artistique entre Taïwan et le monde[réf. nécessaire].

## Architecture
Avec une superficie de 37 953 mètres carrés et une cour extérieure de 102 000 mètres carrés, le musée national des beaux-arts de Taïwan contient 16 galeries et un hall principal dans le bâtiment de 4 étages, qui composait une zone d'exposition totale de 13 525 mètres carrés, ce qui fait de ce musée l'un des plus grands musées d'art d'Asie.
Le bâtiment principal rompt le schéma traditionnel de construction qui intégrait les vues et les activités extérieures aux performances artistiques et aux expositions. Un couloir transparent relie le musée et les scènes de nature en plein air, et pour créer une transition spatiale et la communication une conscience mutuelle. Le musée a formé un pont de communication avec le public grâce à l'extension de la ceinture de verdure urbaine, à l'unification des services publics (y compris le café et la salle à manger et la bibliothèque), afin d'encourager le grand public à visiter le musée.
L'extérieur du musée fait écho à l'atmosphère artistique et obtient un parc de sculptures qui contient 45 pièces de sculpture. Ces sculptures présentent le développement de l'art sculptural à Taïwan. En plus des sculptures, l'espace extérieur possède également une forêt de tablettes de pierre avec 50 tablettes recouvertes de textes des plus grands lettrés taïwanais, traitées dans des styles calligraphiques traditionnels, gravés dans la pierre mais avec un style calligraphique traditionnel tiré de l'écriture au pinceau.

## Expositions
Le musée national des beaux-arts de Taïwan a systématiquement organisé des expositions autour du thème central du développement de l'art à Taïwan et des échanges culturels et artistiques internationaux, en tant que voie de communication entre le public du musée et les œuvres d'art. Le musée national des beaux-arts de Taïwan organise également depuis 2000 la Biennale d'architecture de Venise - Pavillon de Taïwan, qui promeut l'interaction entre Taïwan et le monde et encourage l'échange mutuel de créativité et de développement urbain.

## Collections
Le musée national des beaux-arts de Taïwan élargit sa collection en fonction des caractéristiques régionales de Taïwan et observe les interactions entre les communautés artistiques taïwanaises et leurs homologues asiatiques. Les dons constituent une part importante des collections.